# SU-100Y自走砲

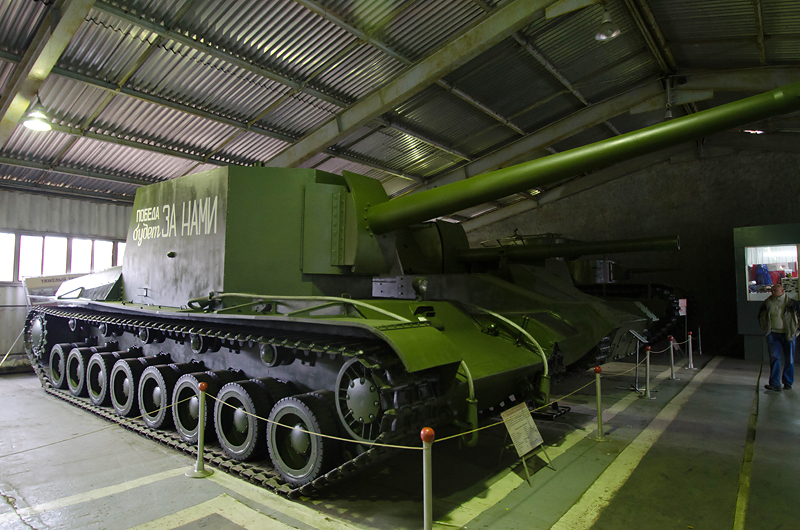

SU-100Y驅逐戰車（俄语：СУ-100-Y），是苏联制造的一种使用T100-X原型底盘上安装一门130 mm L50 B13 Mode 1936型舰炮，并装配了GAM-34BT鱼雷艇发动机(850马力/630kW)的自行火炮，副武器为3挺 7.62 mm DP机枪。 
红军在苏芬战争开始后意识到需要有专门的装甲工程的车辆。因此，在1939年十二月中旬，西北前线战争委员会迫使185工厂基于T-100重型坦克底盘开发和制造一个装甲工程车辆用于铺设桥梁、支援工兵部队、处理易爆物品以及将损坏的坦克从战场拖回后方修理。一开始ABTU的建议是安装152毫米或类似的火炮，用以摧毁混凝土碉堡和其他强化工事。不过后来由于152毫米炮发挥的性能并不好，所以185工厂提出应该改成100毫米或130毫米火炮来适应这个底盘，这个建议在1940年1月8日被战争委员会接受。新的底盘采改进过的T-100X装备130毫米海军舰炮，图纸和零件被运至Izhorskyi工厂进行组装。
T-100X安装了一个楔状盒子型的战斗室,配备了130毫米B-13舰炮。生产底盘的基洛夫(Kirov)工厂已经获得了较为丰富的经验所以对悬挂系统进行了优化，并且战斗室的形状也进行了简化，用以减少生产时间。修订后的设计被命名为SU-100Y。所有部分于1940年2月24日运往Izhorskyi工厂，同年3月14日完成所有工作开了第一次测试。不過因為苏芬战争结束了，SU-100Y當時没能在战场上进行进一步的测试，此后关于T-100的后续研究工作全部停止，SU-100Y也遭到封存。等到苏德战争進行到1941年11月，SU-100Y终于迎来了它的第一场战斗，与SU-14和SU-14-1一起參加了莫斯科保卫战，不过因为服役的部门是独立的特别炮兵部队，所以具体的战斗记录也不为人知。SU-100Y在战争中幸存了下来，战后运往库宾卡坦克博物馆进行展览。